# Philippe Lopes-Curval
Pour les articles homonymes, voir Lopes, Curval et Lopes-Curval.
 (novembre 2018).
Si vous disposez d'ouvrages ou d'articles de référence ou si vous connaissez des sites web de qualité traitant du thème abordé ici, merci de compléter l'article en donnant les références utiles à sa vérifiabilité et en les liant à la section « Notes et références ».
Philippe Jean Lopes-Curval, né le 9 juin 1951 à Bayeux (Calvados) et mort le 13 février 2023 dans la même ville, est un réalisateur, scénariste et dialoguiste français.

## Biographie

### Carrière
Après avoir été assistant réalisateur, Philippe Lopes-Curval réalise une série de courts métrages puis, en 1986, un long métrage : Trop tard Balthazar. Diffusé sur Canal +, le film est remarqué par le producteur Jean-Claude Fleury qui est à l'origine de la rencontre avec Gérard Jugnot. De cette rencontre va naître Une époque formidable, dont Philippe Lopes-Curval signe le scénario et les dialogues. C'est le début d'une longue collaboration avec Gérard Jugnot ; ils se retrouvent pour Casque Bleu, Fallait pas !..., Monsieur Batignole, Boudu et Rose et Noir. Philippe Lopes-Curval signe l'adaptation et les dialogues du film de Christophe Barratier Les Choristes et en 2017, co-signe le livret du spectacle musical homonyme aux Folies Bergère ainsi que les paroles de plusieurs nouvelles chansons.
Il travaille également pour la télévision, notamment pour le téléfilm Maintenant ou jamais réalisé par Jérôme Foulon et la mini-série Le surdoué.
En 2011, Philippe Lopes-Curval signe un premier scénario de bande dessinée, Les Grobec.

### Vie privée

#### Famille
Philippe Lopes-Curval est le père de la réalisatrice Julie Lopes-Curval. Il est marié à l’artiste peintre Catherine Lopes-Curval.

#### Mort
Il meurt à l'âge de 71 ans le 13 février 2023, à Bayeux. Il est inhumé au cimetière de l'Ouest de la même ville.

## Scénariste et dialoguiste

### Scénarios pour le cinéma
- 1986 : Trop tard Balthazar, sélection Cannes 1986 dans la catégorie « Perspectives du cinéma français »
- 1989 : Le Parisien
- 1991 : Une époque formidable... de Gérard Jugnot
- 1994 : Casque bleu de Gérard Jugnot
- 1996 : Fallait pas !... de Gérard Jugnot
- 1998 : La Mostra
- 2000 : Jo, l'Irlandaise
- 2002 : Monsieur Batignole de Gérard Jugnot
- 2004 : Les Choristes de Christophe Barratier — nomination Bafta
- 2005 : Boudu de Gérard Jugnot
- 2008 : Rose et Noir de Gérard Jugnot
- 2010 : Dans tes rêves
- 2010 : La Montre du Président
- 2011 : La Nouvelle Guerre des boutons, co-adaptation et co-dialogues
- 2014 : Vintage
- 2022 : L'École de la liberté de Vincent Pouchain

### Scénarios pour la télévision
- 1995 : Couple longue distance
- 1995 : Rivière rouge d'Yves Boisset
- 1996 : Le Surdoué de Bonnot (2×90 minutes)
- 1996 : Adorable petite bombe de Philippe Muyl
- 1997 : Maintenant ou jamais de Jérôme Foulon
- 1998 : Maintenant et pour toujours de Joël Santoni
- 1999 : Le Gourmet

### Scénario de bande dessinée
- 2012 : Les Grobecs — Choc pétrolier.

### Théâtre et music hall
- 2017 : livret et paroles de chansons pour le spectacle musical Les Choristes aux Folies Bergère.

## Réalisateur
- 1982 : À pic
- 1982 : Le Drapeau tricolore
- 1983 : Rohner peintre
- 1986 : Trop tard Balthazar
- 1987 : Baby comme back
- 1995 : Côté cour, côté jardin, documentaire sur André Gomes, collectionneur

## Assistant-réalisateur
- 1973 : Stavisky d'Alain Resnais
- 1974 : L'important c'est d'aimer d'Andrzej Zulawski
- 1976 : L'Alpagueur de Philippe Labro
- 1976 : Néa de Nelly Kaplan
- 1977 : Violette et François de Jacques Rouffio
- 1978 : Ils sont grands, ces petits de Joël Santoni
- 1978 : Le Sucrede Jacques Rouffio
- 1978 : Sale rêveur de Jean-Marie Périer
- 1979 : I... comme Icare d'Henri Verneuil
- 1979 : Écoute voir d'Hugo Santiago
- 1981 : Rends-moi la clé de Gérard Pirès